# J. P. Howell
Pour les articles homonymes, voir Howell.
James Philip Howell dit J. P. Howell, né le 25 avril 1983 à Modesto (Californie) aux États-Unis, est un lanceur de relève gaucher au baseball évoluant en Ligue majeure avec les Dodgers de Los Angeles.

## Carrière
Après des études secondaires à la Jesuit High School de Carmichael (Californie), J. P. Howel suit des études supérieures à l'Université de Californie du Sud puis à l'Université du Texas à Austin. Il joue en 2002 avec les USC Trojans, puis en 2003 et 2004 avec les Texas Longhorns.

### Royals de Kansas City
Howell est repêché le 7 juin 2004 par les Royals de Kansas City au premier tour de sélection (31e choix).
Il passe une saison en Ligues mineures avant d'effectuer ses débuts en Ligue majeure le 11 juin 2005. Lors de cette saison 2005, il joue 15 matches comme lanceur partant, pour 3 victoires et 5 défaites et une moyenne de points mérités élevée de 6,19.

### Rays de Tampa Bay

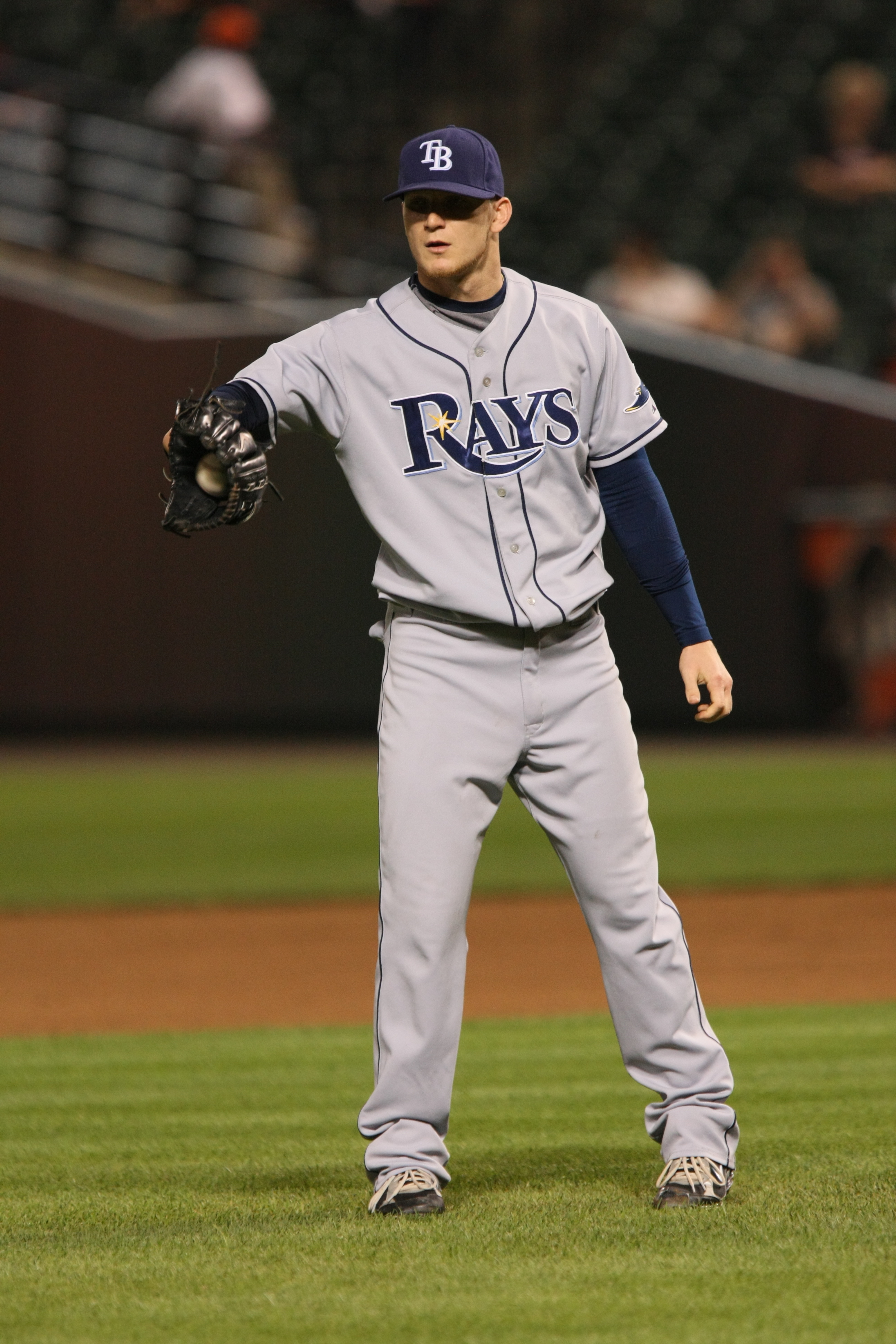
Howell en 2008 avec les Rays.

Howell entreprend la saison 2006 dans les mineures, au niveau AAA avec le club-école des Royals, mais est échangé aux Devil Rays de Tampa Bay le 20 juin. Kansas City obtient en retour de leur ancien premier choix le voltigeur Joey Gathright et le joueur d'avant-champ Fernando Cortez. Howell effectue 8 départs avec Tampa en 2006, et présente une moyenne de 5,10 et un dossier de 1-3.
La saison 2007 est difficile avec une équipe de dernière place. Le lanceur gaucher ne remporte qu'une victoire en dix départs, contre 6 défaites. Sa moyenne de points mérités s'élève à 7,59.
En 2008, le lanceur est retiré de la rotation de partants de l'équipe et converti en releveur. Alors que les Rays atteignent enfin la respectabilité et enlèvent le championnat de la division Est de la Ligue américaine, J. P. Howell connait sa meilleure saison en carrière avec 6 victoires et une seule défaite. Il abaisse sa moyenne à 2,22 et enregistre trois sauvetages.
Il lance pour la première fois en séries éliminatoires en 2008 alors que les Rays de Tampa Bay deviennent champions de la Ligue américaine. Il n'alloue aucun point en trois présences au monticule lors de la Série de division de quatre parties contre les White Sox de Chicago. Il lance dans six des sept matchs de la Série de championnat contre les Red Sox de Boston, mais sera crédité de la défaite dans le match # 5. Enfin, en Série mondiale, où les Rays s'inclinent devant les Phillies de Philadelphie, il sera le lanceur perdant des première et cinquième rencontres.
Blessé à l'épaule et opéré en mai 2010, il rate une saison complète. En décembre, les Rays lui offrent néanmoins un nouveau contrat d'une année. Son retour au jeu est peu concluant en 2011 : moyenne de points mérités de 6,16 en 30 manches et deux tiers lancées. En 2012, il effectue 55 sorties en relève pour les Rays et affiche une moyenne de 3,04 en 50 manches et un tiers lancées.

### Dodgers de Los Angeles
Howell rejoint les Dodgers de Los Angeles le 7 janvier 2013. La saison 2013 est la meilleure de sa carrière avec une moyenne de points mérités de 2,03 en 62 manches lancées pour les Dodgers. Il remporte 4 victoires contre une seule défaite en 67 parties jouées. Sa moyenne de points mérités s'élève à 1,50 en 6 manches lancées lors de 7 matchs de séries éliminatoires contre Atlanta et Saint-Louis. Ces performances lui valent le 24 décembre 2013 un nouveau contrat de deux saisons plus une année d'option avec les Dodgers.
Au sein d'un groupe de releveurs parfois chancelant au fil des ans, Howell livre des performances constantes pour les Dodgers. À sa première saison pour eux en 2013, sa moyenne de points mérités se chiffre à 2,03 en 62 manches lancées lors de 67 matchs joués. En 49 manches de travail lors de 68 sorties en 2014, celle-ci s'élève à 2,39. En 2015, il connaît sa meilleure saison avec 6 victoires, une défaite, un sauvetage, et une moyenne de points mérités de 1,43 en 44 manches lancées lors de 65 sorties.

## Vie personnelle
Peu avant son retour au jeu en 2011, Howell change son numéro d'uniforme pour le 74 afin de rendre hommage à son ancien entraîneur, Guy Dubets, décédé des suites du diabète. Howell et son épouse Deborah ont mis sur pied une fondation pour amasser des fonds pour les diabétiques.